# Phạm Thần Thành
Phạm Thần Thành (chữ Hán: 范神成, ?-472) hay Phạm Chút là vua của Chăm Pa từ năm 455 đến 472.

## Trị vì
Dưới thời trị vì của ông, người Chăm vẫn thần phục và hàng năm phải nộp cống cho triều Lưu Tống ở Trung Quốc. Vào năm 472, ông đã bị Phạm Đang Căng Thuần giết chết để cướp ngôi. Về sau, con ông là Phạm Chư Nông trả thù được Phạm Đăng Căng Thuần, giành lại ngôi báu.